# Grupo Desportivo dos Pescadores da Costa de Caparica
Le Grupo Desportivo dos Pescadores da Costa de Caparica est un club de football portugais.
Il est basé à Costa da Caparica, dans la municipalité d'Almada, dans la région de Setúbal.

## Anciens joueurs
- Marco Airosa
- Johnny Ramos